# ファイナルソード
『ファイナルソード 英雄の誕生』 (Final Sword,ko:파이널소드) は、韓国のインディーゲームスタジオ・エイチユーピーゲームズによって公開されたゲームソフト。内容はオープンワールドによるアクションRPG。
各バージョンの発売日は2019年8月14日(Mobile Edition)(iOS/Android)、2020年7月2日(Switch Edition)(Nintendo Switch)、2021年1月21日(Definitive Edition)(Nintendo Switch)、2022年5月19日(PlayStation 5、2022年9月28日(PlayStation 4)。
iOS/Android版は、『ファイナルソード MobileEdition』のタイトルで公開されている。

## 概要
とことんやり込みが可能な奥の深さなどの要素がある。Twitterやニコニコ動画、YouTube等で話題に火が付き、「エンタで陣内がやるゲーム」「令和のデスクリムゾン」などと評された。
しかし、ゼルダの伝説シリーズの「ゼルダの子守唄」に酷似している有料のBGM素材を使用していたことが理由で、Nintendo Switch版がわずか4日の2020年7月7日17時で配信停止となった。その後、問題となる部分を削除し、一部内容を変更した『ファイナルソード DefinitiveEdition』が2021年1月21日に配信された。Twitterなどで旧版と両方並べることは、「ファイナルソード二刀流」と呼ばれた。
RTA in Japan 2020で12月29日に行われた最速クリアを目指すAny%RTAでは6万人超の視聴者やTwitterのトレンド1位に上昇するなど、再び話題を呼んだ。RTA in Japan Winter 2021で12月31日に行われた最速クリアを目指す100%RTAでは9万人超の視聴者や続編が制作中であることが発表されるなど、更に話題を呼んだ。2022年5月19日にはPlayStation 5版の配信が開始され、グラフィックが向上し、トロフィー機能が追加されるなどアップグレードされた。4K出力で無いと特定のムービーで進行不能になるバグが発見されたが、2022年5月21日18時頃にはオンラインバージョンアップ機能による修正パッチが配布された。2022年9月28日にはPlayStation 4版の配信が開始され、半導体不足や転売屋による買い占めで供給不足になっていたPlayStation 5より広く普及している前世代ハードでの配信が始まった。
2023年3月23日よりカイタックグループのカイタックファミリーより、運営する通販サイトであるブラックバルーンマーケットでの2023年4月2日迄の約11日間開催される予約販売や、東京都渋谷区のQFRONTのSHIBUYA TSUTAYA地下2階フロアへの下りエレベーターを降りて直ぐのスペースにてポップアップストアが開催され、タイトルロゴやメインイラスト、またゲーム画面などをデザインしたTシャツやパーカー、トートバッグ等の公式ライセンスアパレルグッズ13点や、SHIBUYA TSUTAYA店舗では税込3,850円購入毎に非売品の「ファイナルソードステッカー」を5種の中からランダムで1枚プレゼントするなど各種グッズが取り揃えられた。YouTubeやTwitter等で話題になるなどし、2023年5月25日に最終日を迎えた。

## ストーリー
辺境の村ローレルに住む主人公の母が原因不明の病気に倒れた。
神秘の薬草を探すため、主人公は父親の引き止めにかかわらずモンスターが出没する危険な村の外へ出ることにした。
やがて運命的な道に導かれることを知らずに…

## 登場人物
主人公
ローレル村に住む銀髪の青年。病気になった母親を治す薬草を探すため、村の外に出ることになる。
DefinitiveEditionではクリア後のオマケとしてエルフの女パラディン、PlayStation 5版では中華風の少女か中世の少女を選択することが可能。
長老
ローレル村の長老。主人公に神秘の薬草の所在を教え、また母の病気が治った後は戦士としての素質を見出し、キングダムへ兵士に志願に行けるようビッグブリッジの通行の許可を出した。キングダム建国に尽力した英雄だったらしい。
魔法士
ローレル村に滞在していた魔法士。アンダス村で主人公に魔法を教えた後、その後行く先々で出会い、魔法のありかを教えたりしてくれる。